# UV индекс
UV (ултраљубичасти) индекс (енгл. UV (ultraviolet) index) је међународни стандард за мјерење активности Сунца за ултраљубичасту светлост, која може бити врло штетна по човека. Углавном су предикције и саставни део сваке временске прогнозе, јер УВ може врло јако да утиче нарочито на осетљиву кожу. Последице могу бити опекотине, оштећење ока па чак и рак.

## Табела
| UV индекс | Опис                                  | Карактеристична боја | Препоручена заштита |
| 0–2       | Ниска опасност                        | Зелена               | Носити сунчане наочаре |
| 3–5       | Средњи ризик ако нисмо заштитени      | Жута                 | Носити наочаре и користити сунчани застор, покрити тело оделом и носити шешир; избећи Сунце током поднева, када је најјаче |
| 6–7       | Високи ризик ако нисмо заштићени      | Наранџаста           | Носити сунчане наочаре, покрити тело оделом, носити шешир; Избећи Сунце између 11:00 - 16:00                               |
| 8–10      | Врло високи ризик ако нисмо заштићени | Црвена               | Исте мере заштите - незаштићена кожа може брзо добити опекотине                                                            |
| 11+       | Екстрмно високи ризик излагању Сунцу  | Љубичаста            | Користити све мере заштите. Избећи Сунце ако је могуће. Заштита кремом !                                                   |

Највећа изложеност је на мору, у крајевима са мањком озона (јужни пол) и у крајевима са већом надморском висином.